# روسیتسه
روسیتسه (به چکی: Rosice) یک منطقهٔ مسکونی و شهرستان دارای شهرک سابقاً روستا در جمهوری چک است که در ناحیه برنو-تسوونتری واقع شده‌است. روسیتسه ۵٬۸۹۵ نفر جمعیت دارد.

## خواهرخوانده
شهرهای لایناته و استرنچی خواهرخوانده‌های روسیتسه هستند.